# Arturo Cañas
Arturo Cañas (* 20. Dezember 1964 in Pachuca, Hidalgo) ist ein ehemaliger mexikanischer Fußballspieler  auf der Position eines Stürmers.

## Laufbahn
Cañas begann seine Profikarriere bei Ángeles de Puebla. Nachdem die Ángeles sich zum Ende der Saison 1987/88 aus der ersten Liga zurückgezogen hatten, wechselte er zum Stadtrivalen Puebla FC, mit dem er in der Saison 1989/90 sowohl die Meisterschaft als auch den Pokalwettbewerb gewann.
Obwohl Cañas beim Puebla FC nicht mehr Stammspieler war wie noch zuvor bei den Ángeles, hatte er am Meistertitel insofern einen ganz wichtigen Anteil, als er im Viertelfinalrückspiel der  Liguillas gegen die UAT Correcaminos in der 77. Minute das für das Weiterkommen entscheidende Tor erzielte, ohne das die Camoteros zu diesem Zeitpunkt ausgeschieden wären.
Beim Club América kam Cañas in der Saison 1991/92 letztmals in der ersten Liga zum Einsatz und kam in insgesamt fünf Spielen lediglich noch zu einer Einsatzzeit von rund achtzig Minuten.

## Erfolge
- Mexikanischer Meister: 1990
- Mexikanischer Pokalsieger: 1990